# Fernando Ledesma
Pour les articles homonymes, voir Ledesma.
Fernando Ledesma Bartret, né le 30 décembre 1939 à Tolède, est un magistrat et homme politique espagnol, membre du PSOE.

## Biographie
Titulaire d'une licence de droit obtenue à l'Université de Salamanque, il démarre ensuite une carrière au sein de la justice espagnole, en tant que procureur puis magistrat, intégrant finalement le Tribunal suprême. En octobre 1982, le Parti socialiste ouvrier espagnol remporte une écrasante victoire (202 sièges sur 350) aux  élections législatives et Ledesma se voit nommé, le 3 décembre suivant, ministre de la Justice du premier gouvernement de Felipe González.
Quatre ans plus tard, à l'occasion des législatives anticipées de 1986, il est élu représentant de la province de Valladolid au Congrès des députés et reconduit dans le second gouvernement González. Débarqué lors du remaniement ministériel du 12 juillet 1988, il retrouve son siège à la chambre basse des Cortes Generales, où il est même reconduit lors des élections générales anticipées de 1989.
Il est élu président de la commission parlementaire des Administrations publiques le 21 décembre 1989, mais démissionne de son mandat de député le 23 avril 1991, et retourne à la carrière judiciaire.